# Aaron Hall
Aaron Hall (New York, 10 agosto 1964) è un cantautore statunitense di genere R&B.
È stato membro dei Guy (new jack swing) insieme a Teddy Riley, Timmy Gatling e il fratello Damien Hall.

## Carriera
Realizzò insieme ai Guy singoli di successo come "Groove Me", "I Like ", "Piece of My Love", "Let's Chill" e "Do Me Right" prima che il trio si sciolse nel 1991.La sua distinzione vocale è simile a quella di Charlie Wilson. I suoi più grandi successi sono "Don't Be Afraid" (che figura nella colonna sonora del film Juice e nella stazione radio CSR 103.9 del videogioco GTA: San Andreas) e "I Miss You" che ha raggiunto la posizione #2 nella chart R & B. Ha inoltre partecipato a diversi progetti con R. Kelly.

## Discografia
- The Truth (1993)

```
  1. Prologue
  2. Do Anything
  3. Open Up
  4. Get a Little Freaky With Me
  5. Pick Up the Phone
  6. Don't Be Afraid [Jazz You Up Version]
  7. Until I Found You
  8. You Keep Me Crying (Interlude)
  9. Don't Be Afraid (Introduction)
 10. Don't Be Afraid [Sex You Down Some Mo' Version]
 11. Let's Make Love
 12. When You Need Me
 13. I Miss You
 14. Until the End of Time
 15. Epilogue
```

- Inside Of You (1998)

```
  1. You Make Me Feel Good Inside
  2. I'll Do Anything
  3. If You Leave Me Ft. Faith Evans
  4. All the Places (I Will Kiss You)
  5. What Did I Do?
  6. Move It Girl
  7. I Want Your Body
  8. None Like You
  9. Going Down
 10. Baby I'll Be by Your Side
 11. Don't Rush The Night
 12. Thinkin' Of You
 13. None But The Righteous
 14. None Like You Ft. Big Punisher, Cuban Link & Fat Joe
 15. Tell Me What You Like Ft. Sauce Money (Japan bonus track)
```

- Adults Only: The Final Album (2005)

```
  1. Adults Only (Intro)
  2. Hands On Me
  3. Serve That Body Ft. KansasCali
  4. Bout That
  5. Perfect Woman
  6. Voice Mail (Interlude)
  7. Your
  8. Sorry
  9. Still Here
 10. All I Think About Is You
 11. Oh
 12. Video
 13. Stamina
 14. Tears In Heaven Ft. K-Ci
 15. Betta Watch Your Girl Ft. KansasCali(Bonus)
```